# جنجال‌های جام جهانی فوتبال ۲۰۲۲
اعطای جام جهانی فوتبال ۲۰۲۲ به قطر باعث ایجاد نگرانی‌ها و جنجال‌هایی در مورد مناسب نبودن قطر به‌عنوان یک کشور میزبان و هم بی‌انصافی در روند مناقصه جام جهانی فوتبال شد. انتقاد تعدادی از رسانه‌ها، کارشناسان ورزشی و گروه‌های مدافع حقوق بشر مشکلاتی مانند تاریخ محدود فوتبال قطر، هزینه مورد انتظار بالا، آب و هوای محلی، رشوه دادن در روند مناقصه، و رکورد قطر در نقض حقوق بشر را برجسته کرد هر چند دیگر نقاط جهان به این اندازه به این نگرانی‌ها توجه نکردند.
انتخاب میزبانی جام جهانی در قطر منجر به جنجال‌های بحث‌برانگیزی به‌ویژه در جهان غرب شد، که برخی از آن‌ها شامل سوابق ضعیف حقوق بشر، خصوصاً رفتار بد قطر با کارگران مهاجر، حقوق دگرباشان جنسی و اتهامات دیگر مربوط به ورزش‌شویی است. برخی دیگر گفته‌اند آب و هوای طاقت فرسای قطر و نبود فرهنگ قوی فوتبال شواهدی از رشوه دادن برای حق میزبانی و فساد گسترده‌تر فیفا است. تحریم این رویداد توسط چندین کشور، باشگاه و چندین بازیکن برنامه‌ریزی شده‌است و سپ بلاتر رئیس سابق فیفا دو بار گفته‌است که دادن حق میزبانی به قطر یک «اشتباه» بوده‌است؛ در حالی که جانی اینفانتینو رئیس کنونی فیفا از میزبانی این تورنمنت در قطر دفاع کرده‌است.

## مشکلات حقوق بشر

### کارگران مهاجر، اتهامات برده‌داری، و مرگ و میر

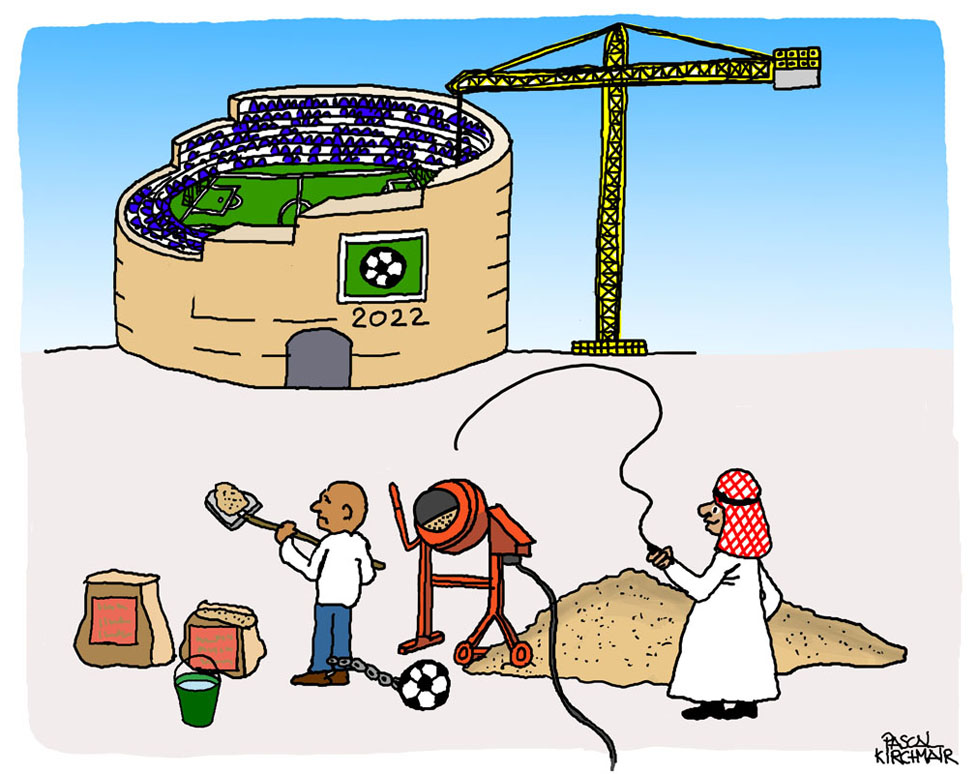
کاریکاتور سیاسی که کار یک برده را در ساخت استادیوم‌ها به تصویر می‌کشد.

یکی از مورد بحث‌ترین مسائل جام جهانی قطر، رفتار با کارگران استخدام شده برای ساخت زیرساخت‌ها بود. دیده‌بان حقوق بشر و کنفدراسیون بین‌المللی اتحادیه‌های کارگری می‌گویند که سیستم كفالة، مهاجران را در برابر سوءاستفاده سیستماتیک آسیب‌پذیر می‌کند. کارگران بدون اجازه کار فرمای خود نمی‌توانستند شغل خود را تغییر دهند یا حتی کشور را ترک کنند. در نوامبر ۲۰۱۳ سازمان عفو بین‌الملل از «استثمار جدی» خبر داد، از جمله کارگرانی که مجبور بودند اظهارات دروغین امضا کنند که دستمزد خود را دریافت کرده‌اند تا گذرنامه‌های خود را بازیابند. اکثر اتباع قطری از انجام کارهای فیزیکی یا مشاغل کم‌درآمد و معمولی اجتناب می‌کنند. در محل کار به آن‌ها اولویت داده می‌شود. مایکل ون پراگ، رئیس فدراسیون سلطنتی فوتبال هلند، از کمیته اجرایی فیفا درخواست کرد که قطر را به خاطر این اتهامات تحت فشار قرار دهد تا شرایط بهتری برای کارگران تضمین شود. او همچنین اظهار داشت که اگر اتهامات فساد ثابت شود، باید رای جدیدی در مورد انتساب جام جهانی به قطر داده شود. آلبرت اشپر جونیور، پسر معمار ارشد هیتلر و وزیر جنگ آلبرت اشپر، مسئولیت طراحی ورزشگاه‌ها برای جام جهانی ۲۰۲۲ قطر را به عهده گرفته بود. بارنی رونای، نویسنده ورزشی ارشد روزنامه گاردین، ابراز ناباوری کرد که کمیته عالی قطر فکر می‌کند که این «بهترین فضا و بهترین فریاد» برای درگیر کردن یک معمار است که نامش یادآور نازی‌ها است.
موضوع حقوق کارگران مهاجر از زمان اعطای جام جهانی فوتبال ۲۰۲۲ به قطر توجه بیشتری را به خود جلب کرد، با تحقیقی که در سال ۲۰۱۳ توسط روزنامه گاردین انجام شد، مدعی شد که بسیاری از کارگران از خوردن آب و غذا محروم شده‌اند، مدارک هویتی از آن‌ها گرفته شده، مجبور به کار اجباری شده‌اند، و آن‌ها را مجبور به کار اجباری کرده‌اند. پرداختی به‌موقع یا اصلاً پرداخت نمی‌شود و برخی از آن‌ها را عملاً برده می‌کند. گاردین تخمین زد، که تا زمانی که مسابقات برگزار شود، بدون اصلاحات در سیستم نظارت بر کارگران مهاجر (كفالة)، از ۲ میلیون نیروی کار مهاجر تا ۴۰۰۰ کارگر ممکن است به‌دلیل ضعف ایمنی و دلایل دیگر جان خود را از دست بدهند. این ادعاها بر این واقعیت استوار بود که ۵۲۲ کارگر نپالی و بیش از ۷۰۰ کارگر هندی از سال ۲۰۱۰، زمانی که پیشنهاد قطر به‌عنوان میزبان جام جهانی برنده شد، جان خود را از دست داده‌بودند، با توجه به اینکه نیم میلیون کارگر هندی در قطر وجود داشت، دولت هند گفت که این تعداد مرگ و میر کاملاً عادی است.
در سپتامبر ۲۰۱۳، روزنامه گاردین گزارش داد که کارگران با شرایط بدی مواجه شده‌اند چرا که شرکت‌هایی که به ساخت و ساز برای زیرساخت‌های جام جهانی ۲۰۲۲ رسیدگی می‌کنند، کارگران را مجبور به ماندن با انکار حقوق وعده داده شده‌شان، آن‌ها را از صدور مجوز شناسه کارگری لازم منع کردند و آن‌ها را بیگانگان غیرقانونی تفسیر کردند. در این گزارش آمده‌بود که شواهدی وجود دارد که نشان می‌دهد کارگران با بهره‌برداری و سوء استفاده‌ای مواجه هستند که سازمان بین‌المللی کار تعریف کرده‌است. ویدئویی که به گروه حقوق کار نشان داده شده‌بود، مردانی را نشان می‌داد که در اردوگاه‌های فرسوده کار در شرایط غیر بهداشتی زندگی می‌کردند.
در ماه مه ۲۰۱۴، قطر برنامه‌هایی را برای لغو سیستم كفالة اعلام کرد، اما اجرای آن تا سال ۲۰۱۶ به تأخیر افتاد و حتی اگر اصلاحات موعود اجرا شود، کارفرمایان باز هم قدرت قابل توجهی بر کارگران خواهند داشت.
در سال ۲۰۱۵ گروهی متشکل از چهار روزنامه‌نگار بی‌بی‌سی پس از تلاش برای گزارش وضعیت کارگران در این کشور دستگیر و به مدت دو روز نگه داشته‌شدند. از خبرنگاران دعوت شده‌بود تا به‌عنوان مهمان دولت قطر از این کشور دیدن کنند. وال‌استریت جورنال در ژوئن ۲۰۱۵ ادعای کنفدراسیون اتحادیه‌های کارگری بین‌المللی را که بیش از ۱۲۰۰ کارگر در حین کار بر روی پروژه‌های زیرساختی و املاک و مستغلات مربوط به جام جهانی جان خود را از دست داده‌اند را گزارش داد، و همچنین ادعای متقابل دولت قطر که هیچ‌یک از آن‌ها نمرده‌اند. بی‌بی‌سی بعداً گزارش داد که این آمار که اغلب ذکر می‌شود، یعنی ۱۲۰۰ کارگری که در ساخت و ساز جام جهانی در قطر بین سال‌های ۲۰۱۱ تا ۲۰۱۳ جان خود را از دست داده‌اند، صحیح نیست و عدد ۱۲۰۰ نشان‌دهنده مرگ همه هندی‌ها و نپالی‌های شاغل در قطر است، نه فقط آن دسته از کارگرانی که در تدارک جام جهانی نقش داشتند، و نه فقط کارگران ساختمانی.
در مارس ۲۰۱۶، عفو بین‌الملل قطر را متهم کرد که از کار اجباری استفاده می‌کند، کارمندان را مجبور به زندگی در شرایط نامناسب می‌کند و آن‌ها را از دستمزد و پاسپورت محروم می‌کند. همچنین فیفا را متهم کرد که مانع از ساخت استادیوم بر اساس «نقض حقوق بشر» نشده‌است. کارگران مهاجر به عفو بین‌الملل در مورد آزار و اذیت کلامی و تهدیدهایی که پس از شکایت از پرداخت نشدن چند ماه حقوق دریافت کرده‌اند، گفتند. کارگران نپالی پس از زلزله ۲۰۱۵ نپال حتی از مرخصی برای ملاقات با خانواده خود محروم شدند.
در اکتبر ۲۰۱۷، کنفدراسیون بین‌المللی اتحادیه‌های کارگری اعلام کرد که قطر توافقنامه‌ای برای بهبود وضعیت بیش از ۲ میلیون کارگر مهاجر در این کشور امضا کرده‌است. به گفته کنفدراسیون بین‌المللی اتحادیه‌های کارگری، این توافقنامه برای ایجاد اصلاحات اساسی در سیستم کار، از جمله پایان دادن به سیستم كفالة، ارائه شده‌بود. کنفدراسیون بین‌المللی اتحادیه‌های کارگری همچنین اعلام کرد که این توافق بر وضعیت عمومی کارگران، به‌ویژه کسانی که در پروژه‌های زیرساختی جام جهانی فوتبال ۲۰۲۲ کار می‌کنند، تأثیر مثبت خواهد گذاشت. کارگران، دیگر برای خروج از کشور یا تغییر شغل به اجازه کارفرمای خود نیاز نخواهند داشت. در نوامبر ۲۰۱۷، سازمان بین‌المللی کار یک برنامه همکاری فنی سه ساله با قطر را برای بهبود شرایط کاری و حقوق کار آغاز کرد. قطر قوانین جدید کار را برای حمایت از حقوق کارگران مهاجر معرفی کرد: قانون شماره ۱۵ سال ۲۰۱۷ بندهای حداکثر ساعات کار و حقوق قانون اساسی را به مرخصی سالانه معرفی کرد؛ قانون شماره ۱۳ سال ۲۰۱۸ ویزای خروج حدود ۹۵ درصد کارگران مهاجر را لغو کرد. در ۳۰ آوریل ۲۰۱۸ سازمان بین‌المللی کار اولین دفتر پروژه خود را در قطر برای نظارت و حمایت از اجرای قوانین جدید کار افتتاح کرد.
در فوریه ۲۰۱۹، عفو بین‌الملل این سؤال را مطرح کرد که آیا قطر اصلاحات کاری وعده داده‌شده را قبل از شروع جام جهانی تکمیل خواهد کرد، انتظاری که تحت حمایت فیفا نیز قرار گرفت. عفو بین‌الملل دریافت که علیرغم برداشتن گام‌هایی از سوی این کشور برای بهبود حقوق کار، سوء استفاده‌ها همچنان در حال وقوع است. در ماه مه ۲۰۱۹، تحقیقی توسط روزنامه بریتانیایی، دیلی میرور نشان داد که برخی از ۲۸۰۰۰ کارگر حاضر در استادیوم‌ها ۷۵۰ ریال قطر در ماه حقوق می‌گیرند که معادل ۱۹۰ پوند در ماه یا ۹۹ پنی در ساعت برای یک هفته معمولی ۴۸ ساعته است. در اکتبر ۲۰۱۹، سازمان بین‌المللی کار گفت که قطر در جهت حمایت از حقوق کارگران مهاجر گام برداشته‌است.
در آوریل ۲۰۲۰، دولت قطر ۸۲۴ میلیون دلار برای پرداخت دستمزد کارگران مهاجر در قرنطینه یا تحت درمان کووید ۱۹ فراهم کرد. در اواخر همان سال، دولت قطر حداقل دستمزد ماهانه را برای همه کارگران ۱۰۰۰ ریال (۲۷۵ دلار آمریکا) اعلام کرد که نسبت به حداقل دستمزد موقت قبلی ۷۵۰ ریال در ماه افزایش داشت. قوانین جدید در مارس ۲۰۲۱ اجرایی شد. سازمان بین‌المللی کار گفت: «قطر اولین کشور در منطقه است که حداقل دستمزد بدون تبعیض را معرفی کرده‌است، که بخشی از یک سری اصلاحات تاریخی قوانین کار این کشور است.» با این وجود، حداقل دستمزد جدید برای رفع نیاز کارگران مهاجر با هزینه‌های بالای زندگی در قطر بسیار پایین بود. علاوه بر این کارفرمایان موظفند در صورت عدم فراهم کردن شرایط، به کارکنان مبلغ ۳۰۰ ریال برای غذا و ۵۰۰ ریال برای اسکان پرداخت کنند. گواهی عدم اعتراض حذف شد تا کارمندان بتوانند بدون رضایت کارفرمای فعلی، شغل خود را تغییر دهند. کمیته حداقل دستمزد نیز برای بررسی اجرای آن تشکیل شد. این اصلاحات سیستم كفالة را حذف کرد و یک سیستم پیمانی معرفی شد.
در فوریه ۲۰۲۱ گزارش تحقیقی دیگری که روزنامه گاردین منتشر کرد، از داده‌های سفارتخانه‌ها و دفاتر ملی اشتغال خارجی برای تخمین شمار کشته‌شدگان ۶۵۰۰ کارگر مهاجر از زمان اعطای جام جهانی به قطر استفاده کرد. آمار مورد استفاده گاردین شامل شغل یا محل کار نمی‌شد تا مرگ و میر به‌طور قطعی به برنامه ساخت و ساز جام جهانی مربوط باشد، اما «بخش بسیار قابل توجهی از کارگران مهاجری که از سال ۲۰۱۱ جان خود را از دست داده‌اند، تنها به این دلیل در این کشور بودند که قطر حق میزبانی جام جهانی را به دست آورده‌است.»
در مارس ۲۰۲۱، هندریکس گرازودِن، تأمین‌کننده چمن برای جام جهانی ۲۰۰۶ و مسابقات قهرمانی اروپا در سال‌های ۲۰۰۸ و ۲۰۱۶، از تأمین چمن جام جهانی به قطر خودداری کرد. به‌گفته سخنگوی شرکت، گردین ولوت، یکی از دلایل این تصمیم اتهامات نقض حقوق بشر بود.
سازمان عفو بین‌الملل در گزارشی در سپتامبر ۲۰۲۱ قطر را به‌دلیل عدم بررسی مرگ کارگران مهاجر مورد انتقاد قرار داد.
فاطمه سامورا دبیرکل فیفا در مصاحبه‌ای در دسامبر ۲۰۲۱ با الجزیره گفت که فیفا چارچوب کلی برای ساختار و هدایت اجرای مسئولیت‌ها و تعهد حقوق بشر خود که در سال ۲۰۱۷ منتشر شد را توسعه داده‌است و قطر آن توصیه‌ها را اجرا کرده‌است.
در فوریه ۲۰۲۲، یک اقتصاددان مکزیکی که برای کمیته سازماندهی جام جهانی کار می‌کرد، گفت که باید از قطر فرار کند تا از حکم احتمالی زندان برای رابطه جنسی خارج از ازدواج جلوگیری کند پس از آنکه گزارش آن به مذاق مقامات قطری خوش نیامد. در آوریل ۲۰۲۲ قطر دادرسی کیفری علیه کارگر مکزیکی ورزشگاه را متوقف کرد. دیده‌بان حقوق بشر از تصمیم پایان دادن به دادرسی استقبال کرد. پرونده علیه وی بسته شده‌است.
در کنگره مارس ۲۰۲۲ فیفا در دوحه، لیز کلاونس رئیس فدراسیون فوتبال نروژ با استناد به جنجال‌های مختلف پیرامون این تورنمنت، این سازمان را به‌دلیل اعطای جام جهانی به قطر مورد انتقاد قرار داد. او استدلال کرد که «در ۲۰۱۰، جام جهانی از سوی فیفا به روش‌های غیرقابل قبولی با پیامدهای غیرقابل قبول اعطا شد». حسن الثوادی، دبیرکل قطر ۲۰۲۲ از سخنان او به‌دلیل نادیده گرفتن اصلاحات اخیر کار این کشور انتقاد کرد. سازمان عفو بین‌الملل در ماه مه ۲۰۲۲ فیفا را متهم کرد که چشمانش را بسته‌است در حالی که هزاران مهاجر در شرایطی «بالغ بر کار اجباری» کار می‌کردند و استدلال می‌کردند که فیفا می‌بایست حمایت از کارگران را به‌عنوان شرط میزبانی در نظر می‌داشت.
در اوت ۲۰۲۲، مقامات قطری بیش از ۶۰ کارگر مهاجر را دستگیر و دیپورت کردند به این دلیل که آن‌ها به‌خاطر عدم پرداخت دستمزد توسط کارفرمای خود، گروه بین‌المللی ال بندری، که یک شرکت بزرگ ساختمانی و مهمان نوازی بود، اعتراض کردند. برخی از تظاهرکنندگان، از نپال، بنگلادش، هند، مصر و فیلیپین، هفت ماه بود که حقوق‌شان پرداخت نشده‌بود. اکیدم، بدنه حقوق کار مستقر در لندن، گفت بیشتر آن‌ها به خانه فرستاده شده‌اند. وزارت کار قطر گفت به کارگران ال بندری پول پرداخت می‌کرده‌است و اقدام بیشتری علیه این شرکت انجام می‌دهد - که در حال حاضر به‌دلیل عدم پرداخت دستمزد در دست بررسی است.
در سپتامبر ۲۰۲۲، سازمان عفو بین‌الملل نتایج نظرسنجی بیش از ۱۷٬۰۰۰ طرفدار فوتبال از ۱۵ کشور جهان را منتشر کرد که نشان می‌داد ۷۳٪ از فیفا حمایت می‌کنند که برای کارگران مهاجر در قطر که قربانی نقض حقوق بشر هستند جبران کند. فیفا با بیانیه‌ای با اشاره به پیشرفت در سیاست‌های کارگران مهاجر قطر پاسخ داد و افزود: «فیفا به تلاش‌های خود برای فعال کردن اصلاح کارگرانی که ممکن است در رابطه با کار مربوط به جام جهانی فوتبال مطابق با سیاست و مسئولیت‌های حقوق بشر خود تحت استانداردهای بین‌المللی مربوطه تحت تأثیر نامطلوب قرار گرفته‌باشند، ادامه خواهد داد.»
در ۲۴ نوامبر ۲۰۲۲، در جریان مسابقات، پارلمان اروپا قطعنامه‌ای را تصویب کرد که بر اساس آن از فیفا می‌خواهد به خانواده‌های کارگران مهاجری که در قطر جان باخته‌اند کمک کند و تحقیقات کاملی درباره حقوق بشر در قطر انجام شود.

### حقوق زنان
تبعیض علیه زنان نیز مورد انتقاد قرار گرفت. زنان در قطر باید از سرپرستان مرد خود برای ازدواج، تحصیل در خارج از کشور با بورسیه دولتی، کار در بسیاری از مشاغل دولتی، مسافرت به خارج از کشور، دریافت انواع خاصی از مراقبت‌های بهداشت باروری، و به‌عنوان قیم اصلی کودکان، کسب اجازه کنند، حتی اگر طلاق گرفته‌باشند.
یک کارمند مکزیکی کمیته سازماندهی جام جهانی متهم به داشتن رابطه جنسی خارج از ازدواج شد. این زن قبلاً تجاوز جنسی را گزارش کرده‌بود؛ با این حال، مرد ادعا کرد که با او در یک رابطه بوده‌است، پس از آن زن به‌دلیل رابطه جنسی خارج از ازدواج تحت بازجویی قرار گرفت. زنان در قطر در صورت محکوم شدن به داشتن رابطه جنسی خارج از ازدواج با مجازات احتمالی شلاق و هفت سال زندان مواجه خواهند شد.

### ارتباطات پیش از مسابقات
در ۵ نوامبر ۲۰۲۲ جانی اینفانتینو و فاطمه سامورا نامه‌ای به همه ملت‌های شرکت‌کننده ارسال کردند و به آن‌ها گفتند که دست بردارند و از هرگونه بحث بیشتر یا فعلی در مورد سوابق ضعیف حقوق بشر قطر برای «احترام به تمام نظرات و اعتقادات، بدون تحویل درس‌های اخلاقی به بقیه جهان» اجتناب کنند و «روی فوتبال تمرکز کنند» که «اجازه ندهند فوتبال به هر نبرد ایدئولوژیک یا سیاسی که وجود دارد کشیده‌شود». قابل توجه اینکه اعضای کارگروه یوفا مانند استرالیا، بلژیک، دانمارک، انگلستان، فرانسه، آلمان، هلند، نروژ، سوئد، سوئیس و آمریکا به‌طور خاص هدف این نامه بودند به‌دلیل دخالت خود در تلاش برای بهبود شرایط کارگران مهاجر، زنان و دگرباشان جنسی. همه ملت‌ها با انتقاد از این نامه اعلام کردند «فیفا در نامه خود اذعان کرد که فوتبال در خلاء فعالیت نمی‌کند، با این حال به نظر می‌رسد که خواستار این کار هستند. تاریخ به ما نشان داده‌است که پیگیری چنین استراتژی‌ای شکست-خود خواهد بود و تنها اعتبار اجتماعی فوتبال را برای فعالیت بیشتر فرسایش می‌دهد.»

جانی اینفانتینو رئیس فیفا که به طور گسترده‌ای مورد انتقاد قرار گرفته‌است

در ۱۹ نوامبر ۲۰۲۲ اینفانتینو طی یک کنفرانس مطبوعاتی پیش از تورنمنت، به‌مدت یک ساعت رسانه‌ها را خطاب قرار داد و طی آن از میزبانی فیفا از این تورنمنت در قطر دفاع کرد و در مورد تحولات پیش از تورنمنت مانند ممنوعیت الکل اظهار نظر کرد.
او بحث را با اعلام اینکه مانند یک قطری، عربی، آفریقایی، همجنس‌گرا، معلول و یک کارگر مهاجر «احساس» می‌کند، باز کرد، زیرا می‌فهمید تبعیض چه احساسی دارد. او استدلال کرد که انتقاد از رفتار با کارگران مهاجر توسط منتقدان غربی ریاکارانه است زیرا «برای کاری که ما اروپایی‌ها ۳۰۰۰ سال است در سراسر جهان انجام داده‌ایم، باید تا ۳۰۰۰ سال آینده پیش از شروع به دادن درس‌های اخلاقی به مردم عذرخواهی کنیم». اینفانتینو استدلال کرد که هیچ‌یک از شرکت‌های اروپایی «که میلیون‌ها و میلیون‌ها از قطر یا دیگر کشورهای منطقه درآمد دارند» برای رسیدگی به حقوق کارگران مهاجر مانند فیفا گام برنداشته‌اند، و پیشنهاد کرد که اروپا باید برای پذیرش پناهندگان و کارگران مهاجر بازتر باشد. او پرسید: «آیا ما می‌خواهیم به تف انداختن به دیگران ادامه دهیم چون متفاوت به‌نظر می‌رسند، یا احساس متفاوتی دارند؟ ما از حقوق بشر دفاع می‌کنیم. ما اینکار را به شیوه خودمان انجام می‌دهیم. ما نتیجه به دست می‌آوریم. ما تماشاگران زن را در ایران به‌دست آوردیم. لیگ زنان در سودان ایجاد شد. بیاید جشن بگیریم. تفرقه نیندازید.»
اینفانتینو در واکنش به ممنوعیت دقیقه آخری فروش الکل در داخل ورزشگاه‌ها اعلام کرد که این تصمیمی است که به‌طور مشترک از سوی فیفا و کمیته سازماندهی گرفته شده‌است، اما استدلال کرد که فیفا هنوز در «کنترل ۲۰۰٪» این رویداد قرار دارد، ممنوعیت فروش الکل در رویدادهای ورزشی منحصر به قطر نیست و به شوخی گفت که «اگر این بزرگ‌ترین مسئله‌ای باشد که ما برای جام جهانی داریم آن‌وقت من بلافاصله استعفا خواهم داد و به ساحل می‌روم برای استراحت». او بار دیگر استدلال کرد که مردم باید «روی فوتبال تمرکز کنند»، و انتقادهای خود را به جای قطر به فیفا و «من اگر می‌خواهند» هدایت کنند.
اینفانتینو متهم به منحرف کردن انتقاد از سابقه حقوق بشر قطر شد. سازمان عفو بین‌الملل اینفانتینو را به‌دلیل «کنار زدن انتقادهای مشروع حقوق بشر» مورد انتقاد قرار داد، کارشناس اسکای اسپورتس ملیسا ردی، اینفانتینو را متهم به پس‌چه‌ایسم کرد، در حالی که نیکلاس مک گیهان، مدیر فِیراسکویر، این اظهارات را «بست و پا چلفتی» توصیف کرد و احساس کرد که «نقاط صحبت کردن مستقیماً از مقامات قطری» است.

### هواداران یهودی
قطر پیش از این وعده داده‌بود که در جام جهانی۲۰۲۲، خدماتی از جمله غذاهای کوشر و محلی برای عبادت یهودیان را در اختیار گردشگران یهودی قرار دهد. قطر به هیچ‌کدام از وعده‌هایش عمل نکرد و مدعی شد که نمی‌توانند امنیت یهودیان را در مکان‌های عمومی تضمین کنند، ضمن‌اینکه بسیاری از آن‌ها شکایت کردند که هیچ غذایی برای خوردن نیز ندارند. تخمین زده می‌شود که بیش از ۱۰٬۰۰۰ یهودی برای تماشای جام جهانی وارد قطر شوند، صرف‌نظر از عده‌ای که سفر خود را به‌دلیل این خبر لغو کردند.

### خبرنگاران اسرائیلی
چندین خبرنگار اسرائیلی در این مسابقات گزارش دادند که هواداران کشورهای عربی ضمن عدم‌ همکاری، شعارهایی برای حمایت از فلسطین سر می‌دهند و پرچم فلسطین را به اهتزاز در می‌آوردند و رفتارهایی آزاردهنده انجام می‌دادند.

## جنجال‌های فساد
ادعاهایی مبنی بر رشوه دادن یا فساد در روند انتخاب جام جهانی ۲۰۲۲ قطر وجود داشته‌است که اعضای کمیته اجرایی فیفا را در بر می‌گیرد. ادعاهای متعددی مبنی بر رشوه دهی بین کمیته پیشنهاد قطر و اعضای فیفا و مدیران اجرایی وجود داشته‌است که برخی از آن‌ها از جمله تئو تسوانتسیگر و سپ بلاتر بعدها از اعطای این تورنمنت به قطر ابراز تاسف کردند.

### ۲۰۱۱
در ماه مه ۲۰۱۱ ادعاهای مربوط به فساد در داخل مقامات ارشد فیفا سوالاتی را در مورد مشروعیت جام جهانی که در قطر برگزار می‌شود، مطرح کرد. به گفته جک وارنر معاون وقت رئیس کونکاکاف، ایمیلی در مورد احتمال 'خرید' قطر در جام جهانی ۲۰۲۲ از طریق رشوه دهی از طریق محمد بن همام که در آن زمان رئیس کنفدراسیون فوتبال آسیا بود، علنی شده‌است. مقامات قطر در تیم پیشنهادی برای سال ۲۰۲۲ هرگونه خلافی را تکذیب کرده‌اند. یک خبرچین که فاش کرد فادرا المجید است، ادعا کرد که چندین مقام آفریقایی از سوی قطر ۱٫۵ میلیون دلار دریافت کرده‌اند. او بعدها ادعاهای رشوه خواری خود را پس گرفت و بیان کرد که آن‌ها را به‌منظور انتقام از تیم پیشنهادی قطر بیان کرده‌است. او همچنین قرار گرفتن تحت هرگونه فشار برای عقب نشینی را تکذیب کرد. فیفا تأیید کرد که ایمیلی با مضمون عقب نشینی از وی دریافت کرده‌است.

### ۱۵–۲۰۱۴
در مارس ۲۰۱۴ ادعا شد که یک بنگاه مرتبط با کمپین موفق قطر به جک وارنر عضو کمیته و خانواده اش تقریباً ۲ میلیون دلار پرداخت کرده‌است. روزنامه دیلی تلگراف گزارش داد که متوجه شده‌است که اف‌بی‌آی آمریکا در حال بررسی وارنر و ارتباط ادعایی او با پیشنهاد قطری است.
در اول ژوئن ۲۰۱۴ روزنامه ساندی تایمز ادعا کرد که اسنادی از جمله ایمیل‌ها، نامه‌ها و نقل و انتقالات بانکی به دست آورده‌است که گفته می‌شود ثابت کرده‌است بن همام بیش از ۵ میلیون دلار آمریکا برای حمایت از پیشنهاد قطر به مقامات فوتبال پرداخت کرده‌است. بن همان و تمام متهمان به پذیرش رشوه این اتهامات را تکذیب کردند.
بعدها در ژوئن ۲۰۱۴ اکبر الباکر مدیر عامل هواپیمایی قطر در ژوئن ۲۰۱۴ مصاحبه‌ای که با رسانه‌های آلمان داشت، اعلام کرد که این ادعاها با حسادت و بی اعتمادی احزابی که نمی‌خواهند جام جهانی در قطر به صحنه رود رانده می‌شود و این کشور احترامی را که سزاوار تلاش‌هایش برای برگزاری جام جهانی است، به دست نمی‌آورد. وی بار دیگر تاکید کرد که امیر قطر مصادیق فساد و رشوه خواری را با سیاست مدارا صفر به شدت مجازات و ممنوع می‌کند.
در مصاحبه‌ای که در ۷ ژوئن ۲۰۱۵ منتشر شد، دومنیکو اسکالا، رئیس کمیته حسابرسی و تمکین فیفا اعلام کرد که «اگر شواهدی وجود داشته‌باشد که نشان دهد امتیاز میزبانی به قطر و روسیه تنها به دلیل رای خریداری شده داده شده‌باشد، سپس می‌توان این امتیازها را را لغو کرد».

#### گزارش بررسی اخلاق فیفا
فیفا در سال ۲۰۱۴ مایکل گارسیا را به‌عنوان بازپرس مستقل اخلاق خود منصوب کرد تا به اتهامات رشوه دهی علیه قطر و روسیه، میزبانان جام جهانی ۲۰۱۸ و ۲۰۲۲ نگاه کند. گارسیا تمام ۹ پیشنهاد و یازده کشور درگیر در پیشنهادهای سال‌های ۲۰۱۸ و ۲۰۲۲ را بررسی کرد و با تمام افراد مربوط به پیشنهادها صحبت کرد و از شاهدان خواست که با شواهدی به جلو بیایند. گارسیا در پایان تحقیقات گزارشی ۴۳۰ صفحه‌ای در سپتامبر ۲۰۱۵ ارائه کرد. پس از آن هیئت حاکمه فیفا یک قاضی آلمانی یه نام هانس یواخیم اکرت را منصوب کرد که دو ماه بعد خلاصه‌ای ۴۲ صفحه‌ای از این گزارش را بررسی و ارائه کرد. این گزارش قطر و روسیه را از ادعاهای رشوه دادن تبرئه کرد و بیان کرد که قطر «آرزوی پیشنهاد را با روش‌های قابل توجهی به مدار پیشنهاد کشیده‌است» اما «یکپارچگی» روند کلی پیشنهاد را به خطر نمی‌اندازد.
مایکل گارسیا تقریباً بلافاصله واکنش نشان داد و اظهار داشت که این گزارش «از نظر مادی ناقص» و با «بازنمایی‌های اشتباه از واقعیات و نتیجه گیری‌ها» همراه است. در سال ۲۰۱۷ یک روزنامه‌نگار آلمانی پیتر روسبرگ که ادعا می‌کرد این گزارش را به دست آورده‌است، در یک پست فیس بوک نوشت که این گزارش «مدرکی مبنی بر خرید جام جهانی ۲۰۱۸ یا ۲۰۲۲ ارائه نمی‌دهد» و اعلام کرد که گزارش کامل را بیت به بیت منتشر خواهد کرد. این موضوع فیفا را مجبور کرد تا گزارش اصلی را همان طور که توسط بازپرس مایکل گارسیا تألیف شده‌بود، منتشر کند. این گزارش کامل هیچ مدرکی مبنی بر فساد علیه میزبان جام جهانی ۲۰۲۲ ارائه نداد اما اعلام کرد که پیشنهاددهندگان قوانین رفتاری را تا حد آزمایش قرار داده‌اند. این گزارش به بحث‌های مربوط به رای‌گیری مجدد پایان داد.

### ۲۰۲۰
در ماه ژانويه، بونيتا مرسيدس، یک خبرچین از داخل تیم پیشنهاد جام جهانی ۲۰۲۲ استرالیا کتابی منتشر کرد که ادعا می‌کند در ماه‌های قبل از رای‌گیری در دسامبر ۲۰۱۰، مدیران فیفا به‌طور خصوصی نگران بودند که یک برد قطر برای میزبانی در سال ۲۰۲۲ منجر به کمبود مالی برای هیئت حاکمه شود که الجزیره (در حال حاضر بی‌ان اسپورت) با یک معامله مخفیانه برای پرداخت ۱۰۰ میلیون دلار در صورت کسب پیروزی قطر موافقت کرد. بر اساس این کتاب، این معامله با دخالت و دانش جروم والک، دبیرکل فیفا در آن زمان صورت گرفت که بعدها به مدت ۹ سال از فوتبال به جرم فساد منع شد. روزنامه میل آن ساندی از بی‌ان اسپورت در مورد این ادعاها پرسید، که در آن یک سخنگو این پاداش را به‌عنوان «کمک‌های تولید» مشخص کرد که «تمرین استاندارد بازار بود و اغلب توسط فدراسیون‌های ورزشی و دارندگان حقوق ورزشی بر پخش‌کنندگان تحمیل می‌شود».
بر اساس اسناد درز کرده‌ای که روزنامه ساندی تایمز به دست آورده‌است، کانال تلویزیونی دولتی قطر الجزیره، مخفیانه ۴۰۰ میلیون دلار به فیفا، برای حق پخش، درست ۲۱ روز پیش از اعلام فیفا که قطر جام جهانی ۲۰۲۲ را برگزار خواهد کرد، پیشنهاد داد. این قرارداد همچنین یک معامله تلویزیونی مخفی بین فیفا و رسانه‌های دولتی قطر را مستند کرد که الجزیره تنها در صورتی که قطر در سال ۲۰۱۰ برنده رای جام جهانی شود، ۱۰۰ میلیون دلار نیز به حساب تعیین شده فیفا پرداخت خواهد شد. ۴۸۰ میلیون دلار اضافی نیز از سوی دولت قطر، سه سال پس از پیشنهاد اولیه ارائه شد که این مبلغ را به ۸۸۰ میلیون دلار ارائه شده از سوی قطر برای میزبانی جام جهانی ۲۰۲۲ می‌رساند. این اسناد هم‌کنون بخشی از استعلام رشوه دهی توسط پلیس سوئیس است.
فیفا از اظهار نظر در مورد این تحقیق خودداری کرد و در ایمیلی به روزنامه ساندی تایمز پاسخ داد و نوشت «ادعاهای مرتبط با پیشنهاد جام جهانی فوتبال ۲۰۲۲ قبلاُ به طور گسترده‌ای از سوی فیفا اظهار نظر شده‌است که در ژوئن ۲۰۱۷ گزارش گارسیا به‌طور کامل در وب‌گاه فیفا منتشر شد. علاوه بر این، لطفا توجه داشته باشید که فیفا شکایتنامه‌ای کیفری به دفتر دادستان کل سوئیس تسلیم کرده‌آست که هنوز هم در انتظار است. فیفا به همکاری با مقامات ادامه خواهد داد.» سخنگوی بی‌ان در بیانیه‌ای اعلام کرد که این شرکت «به ادعاهای اثبات نشده یا به شدت گمانه زنانه پاسخ نخواهد داد.»
دامیان کالینز، عضو پارلمان بریتانیا (نماینده مجلس) و رئیس یک کمیته پارلمانی بریتانیا، خواستار مسدود شدن پرداخت از الجزیره شد و از آنجایی که قرارداد «به نظر می‌رسد در نقض آشکار قوانین است» تحقیقات خود را در مورد قرارداد آشکار آغاز کرد.
میشل پلاتینی رئیس سابق یوفا در ۱۸ ژوئن ۲۰۱۹ در رابطه با اعطای میزبانی جام جهانی ۲۰۲۲ به قطر توسط پلیس فرانسه دستگیر شد. او در دفتر مبارزه با فساد پلیس قضایی در خارج از پاریس بازداشت شد. اين دستگيری نشان دهنده اولين اقدام عمومی قابل توجه در تحقيقاتی درباره تصميم قطر است که دو سال پيش توسط متخصص مالی پارکت ملی فرانسه که مسئول اجرای قانون عليه جنايت مالی جدی است، گشوده شد.

## حقوق دگرباشان جنسی
وضعیت حقوقی حقوق مدنی دگرباشان جنسی در قطر توجه رسانه‌ها را به خود جلب کرده‌است؛ همجنس‌گرایی در قطر غیرقانونی است و متخلفان با جریمه نقدی و تا هفت سال حبس مواجه هستند. اچ‌آردبلیو گزارش داد که قطر خودسرانه دگرباشان جنسی را دستگیر کرده و در بازداشت تحت سوء رفتار قرار داده‌است. گی تایمز گزارش داد که هیچ مورد شناخته شده‌ای وجود ندارد که مجازات اعدام برای همجنس‌گرایی در قطر اجرا شده‌باشد. سپ بلاتر رئیس وقت فیفا در ابتدا گفت: «من می‌گویم باید از هرگونه فعالیت جنسی خودداری کنند»؛ او بعدها افزود: «ما (فیفا) هیچ تبعیضی نمی‌خواهیم. کاری که ما می‌خواهیم بکنیم این است که این بازی را به روی همه باز کنیم و آن را به روی همه فرهنگ‌ها باز کنیم و این کاری است که ما در سال ۲۰۲۲ انجام می‌دهیم». پس از شایعات و ادعاهایی مبنی بر اینکه قطر «آزمایش‌های غربالگری پزشکی» را برای «تشخیص» و ممنوعیت ورود همجنس‌گرایان به این کشور معرفی خواهد کرد، پیتر تتچل فعال حقوق دگرباشان جنسی گفت که «فیفا اکنون گزینه‌ای جز لغو جام جهانی قطر ندارد». با این حال چنین آزمون غربالگری وجود ندارد. بعدها مشخص شد که این پیشنهاد از کویت آمده و نه قطر. در ژانویه ۲۰۲۲، جاش کاوالو فوتبالیست آشکارا همجنس‌گرای استرالیایی پیشنهاد کرد که اگر بتواند باعث تغییر قوانین شود، از اتفاق افتادن جام جهانی در قطر حمایت خواهد کرد و این احتمال را «فرصتی فوق‌العاده» برای ملت توصیف کرد.
در چندین نوبت سازمان دهندگان قطری قول داده‌اند قوانین فیفا در مورد ترویج مدارا از جمله مسائل دگرباشان جنسی را رعایت کنند. در ۸ دسامبر ۲۰۲۰ قطر اعلام کرد که پرچم‌های رنگین کمان در ورزشگاه‌های جام جهانی ۲۰۲۲ مجاز خواهند بود. ناصر الخاطر، رئیس اجرایی جام جهانی ۲۰۲۲ در این مورد گفت: «وقتی صحبت از پرچم‌های رنگین کمان در ورزشگاه‌ها می‌شود، فیفا دستورالعمل‌های خاص خود را دارد، قوانین و مقررات خود را دارند، هر چه باشند به آنها احترام می‌گذاریم.» در ۲۱ سپتامبر ۲۰۲۲، مارک بلینگهام، رئیس اجرایی اتحادیه فوتبال انگلستان گفت که تضمین‌هایی وجود داشته‌است که زوج‌های همجنس‌گرا هنگام نگه داشتن دست یا بوسیدن در عموم در قطر با دستگیری مواجه نشوند.
اندکی پیش از آغاز مسابقات، خالد سلمان بازیکن بین‌المللی سابق قطر و سفیر جام جهانی، همجنس‌گرایی را در مصاحبه‌ای با پخش‌کننده آلمانی زد دی اف «آسیبی در ذهن» توصیف کرد که منجر به انتقادهای بیشتری از جمله از سوی دولت آلمان شد. این مصاحبه در پی نظرات حذف شد.
در نوامبر ۲۰۲۲، دولت آلمان اظهارات خالد سلمان، فوتبالیست سابق و همچنین یک مقام قطری کنونی در جام جهانی را در مصاحبه با یک کانال تلویزیونی که گفته‌بود همجنس‌گرایی «آسیبی به ذهن» است، محکوم کرد. سلمان در همان مصاحبه گفت: «مهم‌ترین چیز این است که همه قبول می‌کنند که به اینجا بیایند. اما آن‌ها باید قوانین ما را بپذیرند. (همجنس‌گرایی) حرام است.» می‌دانید حرام یعنی چه؟ و «من یک مسلمان تعصبی نیستم، اما چرا حرام است؟ چون آسیبی به ذهن است». با این حال، سلمان بعداً اشاره کرد که اظهارات وی اشتباه تفسیر شده‌است. یک ویدیوی طولانی که بعداً منتشر شد نشان داد که نظر سلمان از «آسیبی به ذهن» در رابطه با الکل بود و نه همجنس‌گرایی.

### پوشاک تیم
چند کاپیتان اروپایی - کسانی از انگلستان، ولز، بلژیک، دانمارک، آلمان، سوئیس و هلند - در حال برنامه‌ریزی بودند برای پوشیدن بازوبند وان‌لاو، که ویژگی‌های طراحی چند رنگ و عبارت «وان‌لاو» را دارد. این امر «برای ترویج شمول و ارسال پیام علیه تبعیض از هر نوع» در نظر گرفته شده‌بود. به‌طور گسترده‌ای به‌عنوان حمایت ضمنی از جامعه ال‌جی‌بی‌تی دیده می‌شود، برخی احساس کردند که قوانین ضد دگرباشان جنسی قطر را هدف قرار داده‌است. در ۲۱ نوامبر، پس از شروع مسابقات اما قبل از اینکه هر یک از ملت‌های اروپایی بازی کرده‌باشند، با این حال به فدراسیون‌های فوتبال مربوطه گفته می‌شد که بازیکنان در صورت پوشیدن بازوبند کارت زرد دریافت خواهند کرد.

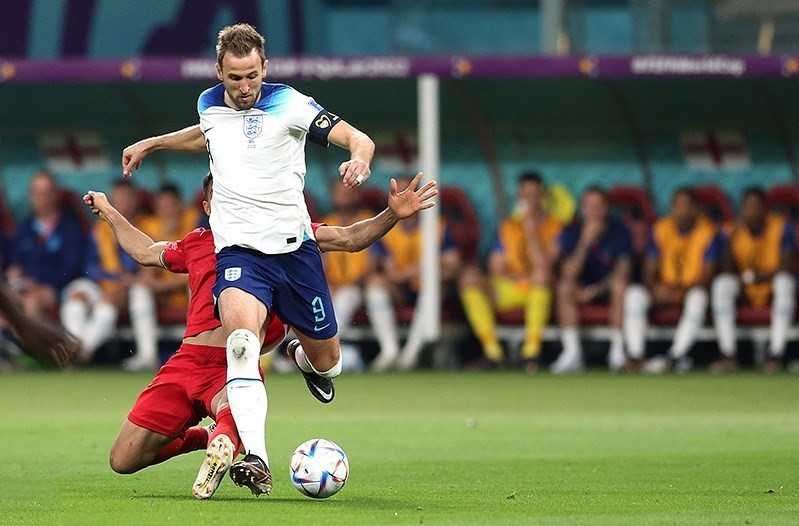
کاپیتان هری کین در بازی اول انگلیس که بازوبند فیفا با متن «بدون تبعیض» را به جای بازوبند وان‌لاو پوشیده‌است.

دولت‌های بریتانیا (برای انگلستان و ولز) و ایالات متحده نیز فیفا را به‌دلیل معرفی مجازات بازیکن برای بازوبندها مورد انتقاد قرار دادند. روزنامه بریتانیایی مترو لوگوی وب‌سایت خود را برای اعتراض به تصمیم فیفا به رنگین کمان تغییر داد. همچنین در ۲۱ نوامبر فیفا لباس‌های دوم بلژیک را به‌دلیل قرار گرفتن کلمه «عشق» در داخل یقه رد کرد، اگرچه با هر کارزاری که از حقوق دگرباشان جنسی حمایت می‌کرد بی ارتباط بود. ایالات متحده یک رنگین کمان در برندسازی تیم خود اضافه کرد و راه راه‌های قرمز موجود در لوگوی خود را با راه راه‌های رنگی متفاوت جایگزین کرد تا رنگین کمان افتخار ایجاد کند، اما تنها از این کار برای تجهیزات مورد استفاده تیم استفاده می‌کرد، نه روی لباس‌هایشان.
در ۲۲ نوامبر، فدراسیون فوتبال آلمان اعلام کرد که برای این تصمیم علیه فیفا اقدام قانونی می‌کنند و پرونده‌ای را به دادگاه داوری ورزش ارائه می‌دهند. تیم آلمان روز بعد اولین بازی خود را انجام داد، و در جریان عکس تیمی‌شان به‌عنوان اعتراض به فیفا بازیکنان دهان خود را با دست پوشاندند بدین معنی که سکوت کرده‌اند.
در ۲۳ نوامبر فدراسیون فوتبال دانمارک فاش کرد که فیفا برنامه‌ای برای گفتن مجازات بالقوه به تیم‌های اروپایی برای پوشیدن بازوبند وان‌لاو ندارد، که فدراسیون فوتبال فیفا را برای جلسه اضطراری در ۲۱ نوامبر، روز اولین بازی انگلستان، به هتل تیم خود فراخواند و در این دیدار فیفا به تیم‌های جمع‌آوری شده گفت که کارت زرد مجازات «حداقل» پوشیدن بازوبندها خواهد بود، با امکانات دیگری از جمله ممنوعیت کاپیتان‌ها به کلی. فدراسیون فوتبال دانمارک همچنین تأیید کرد که آن‌ها و دیگر تیم‌های یوفا در مورد خروج کامل و فراگیر از فیفا بحث می‌کنند، و گفت در حالی که هنوز عضو بودند از انتخاب مجدد جانی اینفانتینو به‌عنوان رئیس فیفا حمایت نخواهند کرد. در همان روز یک خبرنگار تلویزیون ۲ دانمارکی که بازوبند وان‌لاو را هنگام پخش از خارج از یک ورزشگاه به تن داشت، مقامات امنیتی به او نزدیک شدند و گفتند بازوبند را بردار و سعی کردند جلوی دوربین را بگیرند. اتحادیه فوتبال ولز گفت که از فیفا کناره‌گیری نخواهند کرد، اما در هر صورت به شدت منتقد بودند و پرچم‌های رنگین کمان را در زمین‌های تمرینی خود در فضای باز در اعتراض قرار دادند.
همچنین در ۲۳ نوامبر، سیمون کوونی وزیر امور خارجه ایرلند از هیئت حاکمه فوتبال جهان در پارلمان کشورش انتقاد کرد و آن را «کاملاً شگفت‌آور توصیف کرد که فیفا به‌طور مؤثری بر فدراسیون‌های ملی فوتبال در کشورهای مختلف برای جلوگیری از پوشیدن بازوبند وان‌لاو برای حمایت از حقوق دگرباشان جنسی تکیه کرده‌است». وی همچنین گفت: «این مداخله سیاسی فیفا برای محدود کردن آزادی بیان است که شایسته ذکر و انتقاد قابل توجهی است.»
طرفداران پس از این ممنوعیت شروع به خرید بازوبندهای وان‌لاو کردند و به گفته بج دایرکت که بازوبندها را تولید می‌کنند، تا ۲۴ نوامبر همه آن‌ها فروخته‌شدند.

### پوشاک دیگر شرکت‌کنندگان
گرانت واهل، روزنامه‌نگار آمریکایی، پیش از بازی افتتاحیه آمریکا مقابل ولز، به‌مدت نیم ساعت بازداشت شد. وی پیراهن مشکی‌ای پوشیده‌بود که رنگین کمانی در جلو داشت. به او گفته‌شد که پیراهنش به دلیل «سیاسی بودن» مجاز نیست. پس از ۲۵ دقیقه یک فرمانده امنیتی به او اجازه ورود به محل برگزاری را داد و عذرخواهی کرد؛ او همچنین از نماینده فیفا عذرخواهی دریافت کرد. هواداران زن ولز و کارکنان اتحادیه فوتبال ولز (از جمله لورا مک‌آلیستر کاپیتان سابق فوتبال زنان ولز) کلاه سطلی رنگین کمانی داشتند که توسط اتحادیه فوتبال ولز تولید شده‌بود و در همان بازی مصادره می‌شد. اتحادیه فوتبال ولز گفت که آن‌ها «به شدت ناامید شدند»، و روز بعد دربارهٔ این واقعه به فیفا انتقاد کرد؛ فیفا متعاقباً در ۲۲ نوامبر مذاکراتی را در مورد پوشاک رنگین کمان با مقامات قطری باز کرد.

پرچم پرنامبوکو

تلفن یک روزنامه‌نگار برزیلی توسط مقامات ضبط شده‌بود پس از اینکه مردم پرچمی را که او به نمایندگی از ایالت خود به نام پرچم پرنامبوکو که شامل یک رنگین کمان در درون طراحی‌اش است با پرچم دگرباشان جنسی اشتباه گرفته‌بودند. دیگر طرفداران برزیلی منطقه از حوادث مشابهی از داشتن پرچم‌هایی که به دلیل رنگین کمان از آن‌ها گرفته شده‌بود خبر دادند.
به گزارش ناتالی پرکس خبرنگار بی‌بی‌سی، از ورود او و یک فیلمبردار در ۲۵ نوامبر به ورزشگاه البیت پیش از بازی انگلستان در مقابل ایالات متحده در گروه B مسابقات جلوگیری کردند زیرا مشخص شد که فیلمبردار ساعت و بند تزئین شده با رنگین‌کمان در اختیار دارد که توسط پسرش به او هدیه شده‌بود. پرکس گفت آن‌ها پس از شماره‌گیری با شماره‌ای که با هدف اینکه اگر در ورود به ورزشگاه با مشکلاتی مواجه شدند به آن‌ها داده شده‌بود در نهایت اجازه ورود به ورزشگاه یافتند. به گزارش گاردین، خبرنگار روزنامه تایمز در همان ورزشگاه اطراف همان بازی به‌دلیل مچ‌بندی که پوشیده‌بود مورد بازجویی قرار گرفت.
با وجود اطمینان فیفا به هواداران که پوشاک رنگی رنگین‌کمان در داخل ورزشگاه مجاز خواهد بود، مقامات قطری به مصادره اقلام رنگی رنگین‌کمان از چندین طرفدار ادامه دادند.

### شعارهای همجنس‌گراهراسی
یک مسئله همیشگی در این ورزش در برخی کشورها این است که شعارهای همجنس‌گراهراسی در اولین مسابقات مربوط به مکزیک و اکوادور به ویژه از هواداران اکوادور نسبت به تیم قطر در جریان بازی افتتاحیه این تورنمنت شنیده‌شد که جلسات فیفا را برای تعیین اقدامات انضباطی به همراه داشت. مکزیک پس از بازی نهایی مرحله گروهی مقابل عربستان سعودی به‌دلیل شعارهای همجنس‌گراهراسی در جریان بازی، موضوع دومین اقدام انضباطی فیفا قرار گرفت.

## هزینه‌ها
بر اساس برخی برآوردها، جام جهانی قرار است حدود ۲۲۰ میلیارد دلار آمریکا (۱۸۴ میلیارد پوند) برای قطر هزینه داشته‌باشد. این حدود ۶۰ برابر ۳٫۵ میلیارد دلاری است که آفریقای جنوبی برای جام جهانی فوتبال ۲۰۱۰ هزینه کرد. نیکولا ریتر، تحلیلگر حقوقی و مالی آلمانی، در اجلاس سرمایه‌گذارانی که در مونیخ برگزار شد گفت که ۱۰۷ میلیارد پوند صرف ورزشگاه‌ها و امکانات به‌علاوه ۳۱ میلیارد پوند دیگر برای زیرساخت‌های حمل و نقل خواهد شد. ریتر گفت ۳۰ میلیارد پوند صرف ساخت ورزشگاه‌های تهویه مطبوع با ۴۸ میلیارد پوند امکانات تمرینی و اسکان بازیکنان و هواداران خواهد شد. ۲۸ میلیارد پوند دیگر صرف ایجاد شهر جدیدی به نام لوسیل خواهد شد که ورزشگاهی را احاطه خواهد کرد که میزبان مسابقات افتتاحیه و پایانی این تورنمنت خواهد بود.
بر اساس گزارشی که مریل لینچ در آوریل ۲۰۱۳ منتشر کرد، بخش بانکداری سرمایه‌گذاری بنک آو آمریکا، سازمان دهندگان در قطر از فیفا درخواست کرده‌اند که به‌دلیل هزینه‌های رو به رشد، تعداد کمتری از ورزشگاه‌ها را تصویب کنند. بلومبرگ ال.پی. گفت قطر مایل است تعداد مکان‌ها را از ۱۲ مکان که در ابتدا برنامه‌ریزی شده‌بود به ۸ یا ۹ مکان کاهش دهد. گزارشی که در دسامبر ۲۰۱۰ منتشر شد به نقل از سپ بلاتر رئیس فیفا اعلام کرد که همسایگان قطر می‌توانند میزبان برخی مسابقات در طول جام جهانی شوند. با این حال هیچ کشور خاصی در این گزارش نامبرده نشده‌است. بلاتر افزود: «هرگونه تصمیمی از این دست باید ابتدا توسط قطر گرفته‌شود و سپس مورد تأیید کمیته اجرایی فیفا قرار گیرد.» شاهزاده علی بن حسین از اردن به خبرگزاری آسوشیتد پرس استرالیا گفت برگزاری بازی در بحرین، امارات متحده عربی و احتمالاً عربستان سعودی به اسکان مردم منطقه در جریان این تورنمنت کمک خواهد کرد. با این حال این اتفاق رخ نداد و قطر میزبانی مسابقات را در شرایطی آغاز کرد که در ابتدای مسابقات زمانی که آمار حضور تماشاگران مورد بررسی قرار گرفت ─علیرغم اینکه بازی‌ها دارای صندلی‌های خالی قابل مشاهده بودند─ گزارش شد که حضور جمعیت حتی از ظرفیت ورزشگاه‌ها فراتر رفته‌است.

### اقامتگاه‌ها
دهکده هواداران در «روضه الجهانیه» به‌دلیل قیمت بالای «کابین‌های شبانه» (۳۰۰ دلار در هر شب) که از کانتینرهای حمل و نقل ساخته شده‌است مورد انتقاد قرار گرفت؛ جایی که گردشگران شکایت داشتند که امکانات افتضاح است، و تجربه خواب با انتظارات آن‌ها مطابقت ندارد. نبود اقامتگاه مناسب و مقرون به‌صرفه، تقاضای پروازهای محلی روزانه را به مناطق همسایه مانند دبی که دارای تعداد کافی هتل هستند، افزایش داده‌است.

## مسائل فرهنگی و سیاسی

### قطر و فوتبال
قطر در زمان اعطای این تورنمنت در سال ۲۰۱۰ در رتبه ۱۱۳ جهان قرار داشت، و پیش از این هرگز به جام جهانی صعود نکرده‌بود. معتبرترین تورنمنتی که این تیم برنده شده‌بود، دو بار جام خلیج عربی بود که هر دو بار میزبانی می‌کرد. از زمان دریافت حق میزبانی جام جهانی، آن‌ها همچنین برای سومین بار در سال ۲۰۱۴ قهرمان جام خلیج عربی و برای اولین بار قهرمان جام ملت‌های آسیا در سال ۲۰۱۹ شدند. قطر کوچک‌ترین کشور از طریق منطقه زمینی خواهد بود که میزبان جام جهانی خواهد بود (کوچکتر از میزبان سال ۱۹۵۴ سوئیس). این واقعیت‌ها باعث شد تا برخی قدرت فرهنگ فوتبال در قطر را زیر سؤال برآورند و اینکه آیا این آن‌ها را برای میزبانی جام جهانی نامناسب خواهد کرد.
فدراسیون فوتبال قطر همچنین شناخته شده‌است که به بازیکنان ملت‌های خارجی اعطای تابعیت می‌کند تا برای تیم ملی این کشور بازی کنند. از نمونه‌های آن می‌توان به سباستین سوریا، لوئیز جونیور و امرسون شیک اشاره کرد. فدراسیون فوتبال قطر پیش از این اقدام به ارائه مشوق‌های مالی به بازیکنان بدون بازی ملی کشورهای دیگر برای تغییر وفاداری به دولت قطر کرده‌است. این‌ها شامل سه نفر برزیلی مستقر در آلمان از آیلتون، دده و لیاندرو در سال ۲۰۰۴ است - که هیچ‌یک از آن‌ها تا به حال در قطر بازی کرده یا ارتباطات دیگر با قطر داشته‌است - برای کمک به تیم خود برای صعود به جام جهانی فوتبال ۲۰۰۶. فیفا این حرکت‌ها را مسدود کرد و در نتیجه الزامات واجد شرایط بودن تیم‌های ملی را محکم‌تر کرد.

### الکل
حسن عبدالله الثوادی، رئیس اجرایی پیشنهاد جام جهانی ۲۰۲۲ قطر گفت دولت مسلمان نیز در جریان این رویداد اجازه مصرف الکل را خواهد داد. مناطق هواداری خاص تأسیس خواهد شد که در آن الکل می‌تواند خریداری شود. اگرچه مهاجران ممکن است الکل خریداری کنند و کسب و کارهای خاصی ممکن است الکل را با مجوز بفروشند، اما نوشیدن در عموم مجاز نیست چرا که سیستم حقوقی قطر بر اساس شریعت است.
در فوریه ۲۰۲۲، مدیر اجرایی ارتباطات در کمیته عالی، فاطمه النعمی، در مصاحبه‌ای اعلام کرد که الکل در مناطق هواداران تعیین شده خارج از ورزشگاه‌ها و در دیگر مکان‌های مهمان نوازی رسمی قطر در دسترس خواهد بود. در ژوئیه ۲۰۲۲ گزارش شد که در حالی که به هواداران اجازه داده خواهد شد نوشیدنیهای الکلی را وارد ورزشگاه‌ها کنند، نوشیدنی‌های الکلی در داخل ورزشگاه‌ها به فروش نمی‌رسد. اما به گفته یک منبع، «طرح‌ها هنوز در حال نهایی شدن است.» با این حال، در ۱۸ نوامبر ۲۰۲۲، چند روز پیش از اولین مسابقه، قطر رسماً نوشیدنی‌های الکلی را از فروش درون هشت ورزشگاه منع کرد.

### صعود اسرائیل
رئیس هیئت پیشنهادی قطر اظهار داشت که اگر قرار باشد اسرائیل صعود کند، با وجود اینکه قطر کشور اسرائیل را به رسمیت نمی‌شناسد، قادر خواهند بود در جام جهانی رقابت کنند. اسرائیل از صعود به جام جهانی فوتبال حذف شد و به این ترتیب به رقابت در این تورنمنت نپرداخت.

### هواداران پولی
در سال ۲۰۲۰ قطر یک برنامه نامزدی هواداران را آغاز کرد که قول می‌داد سفر هوایی، بلیط ورودی مسابقات، مسکن و حتی خرجی پول برای گروه‌هایی از طرفداران تمام ملت‌های رقیب را بپردازد. با این حال طرفدارانی که از سوی دولت قطر دست‌چین می‌شوند، ملزم به سرودن و شعار دادن در هنگام درخواست هستند و ملزم به گزارش هرگونه پست در رسانه‌های اجتماعی هستند که منتقد قطر هستند. بنا به گزارش‌ها بسیاری از طرفداران این پیشنهاد را رد کردند. در ۱۸ نوامبر ۲۰۲۲ گزارش شد که قطر کمک هزینه‌های روزانه هوادارانی را که برای حضور در جام جهانی پرداخت می‌شدند لغو کرده‌است.
روزها پیش از آغاز جام جهانی فوتبال ۲۰۲۲، قطر متهم شد که بنا به گزارش‌ها به‌منظور بهتر نشان دادن این کشور به افرادی برای ایفای نقش هوادار در این تورنمنت پول داده‌است. قطر نیز به‌همین ترتیب متهم شد که زمانی که میزبان مسابقات قهرمانی هندبال مردان جهان ۲۰۱۵ بود، به هواداران پول پرداخت کرده‌است.

### اعتراضات ایرانیان
در اکتبر ۲۰۲۲، درخواست‌هایی مبنی بر محرومیت ایران از جام جهانی به‌دلیل ممانعت دولت ایران از حضور زنان ایرانی در ورزشگاه‌هایشان، ارسال سلاح به روسیه در زمان حمله به اوکراین و برخورد با معترضان در اعتراضات مهسا امینی مطرح شد.
سوشا مکانی دروازه‌بان اسبق تیم ملی ایران از هواداران خواست، یا این مسابقات را تحریم کنند یا شعارهایی ایجاد کنند که دخالت دولت ایران در مرگ معترضان نیکا شاکرمی، حدیث نجفی، اسرا پناهی و سارینا اسماعیل‌زاده نشان داده‌شود تا حکومت نتواند از تصاویر آن‌ها در جایگاه‌ها به‌عنوان پروپاگاندا استفاده کند.

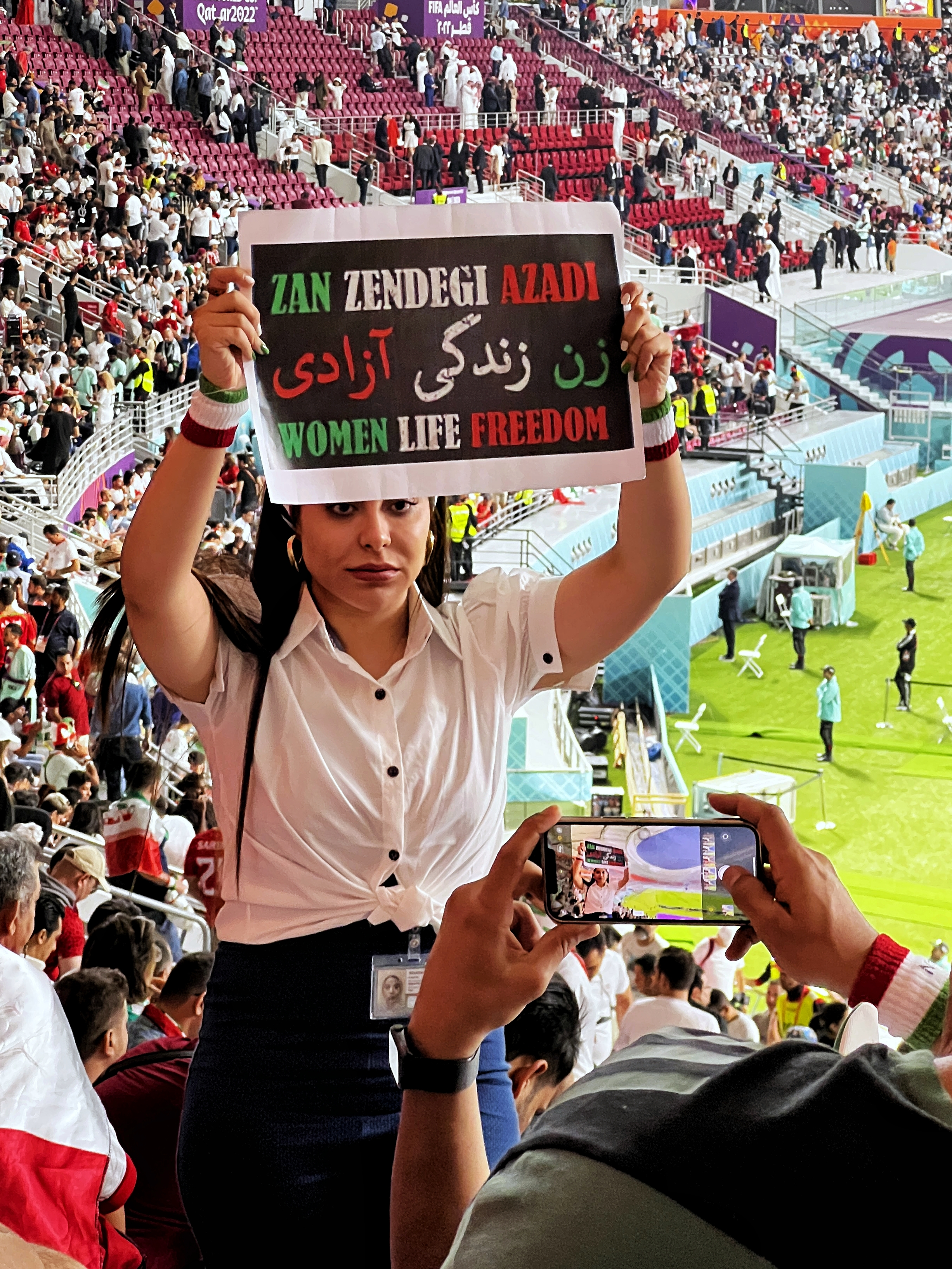
یک هوادار ایرانی درحال نشان دادن بنری با شعار «زن، زندگی، آزادی»

تیم فوتبال ایران در دیدار دوستانه خود در جام جهانی در ۲۷ سپتامبر مقابل سنگال، کاپشن‌هایی مشکی و بدون آرم به تن کرد. لباس های تیم در زیر آنها با آرم تیمشان قابل مشاهده نبود. با توجه به اینکه برخی از اعضای تیم در توییتر همبستگی خود را با معترضان اعلام کرده بودند، این کاپشن‌ها به طور گسترده به عنوان نشان دادن همبستگی بیشتر با معترضان تفسیر شد.
در اوایل نوامبر ۲۰۲۲، دولت ولز اعلام کرد که بازی ولز و ایران را به‌دلیل اعتراضات در ایران تحریم خواهد کرد.
پیش از بازی افتتاحیه ایران مقابل انگلیس، بسیاری از ایرانیان تیم خود را تحریم کردند زیرا احساس می‌کردند که نماینده دولت است. احسان حاج صفی کاپیتان تیم و سامان قدوس هافبک تیم هر دو از معترضان و جنبش حمایت کردند. در بازی مقابل انگلیس، تیم ایران به‌ویژه پس از خودداری از خواندن سرود ملی در همبستگی با تظاهرات مهسا امینی و تشویق برخی از هواداران ایرانی از تیم حریف، تیتر خبرها شد.

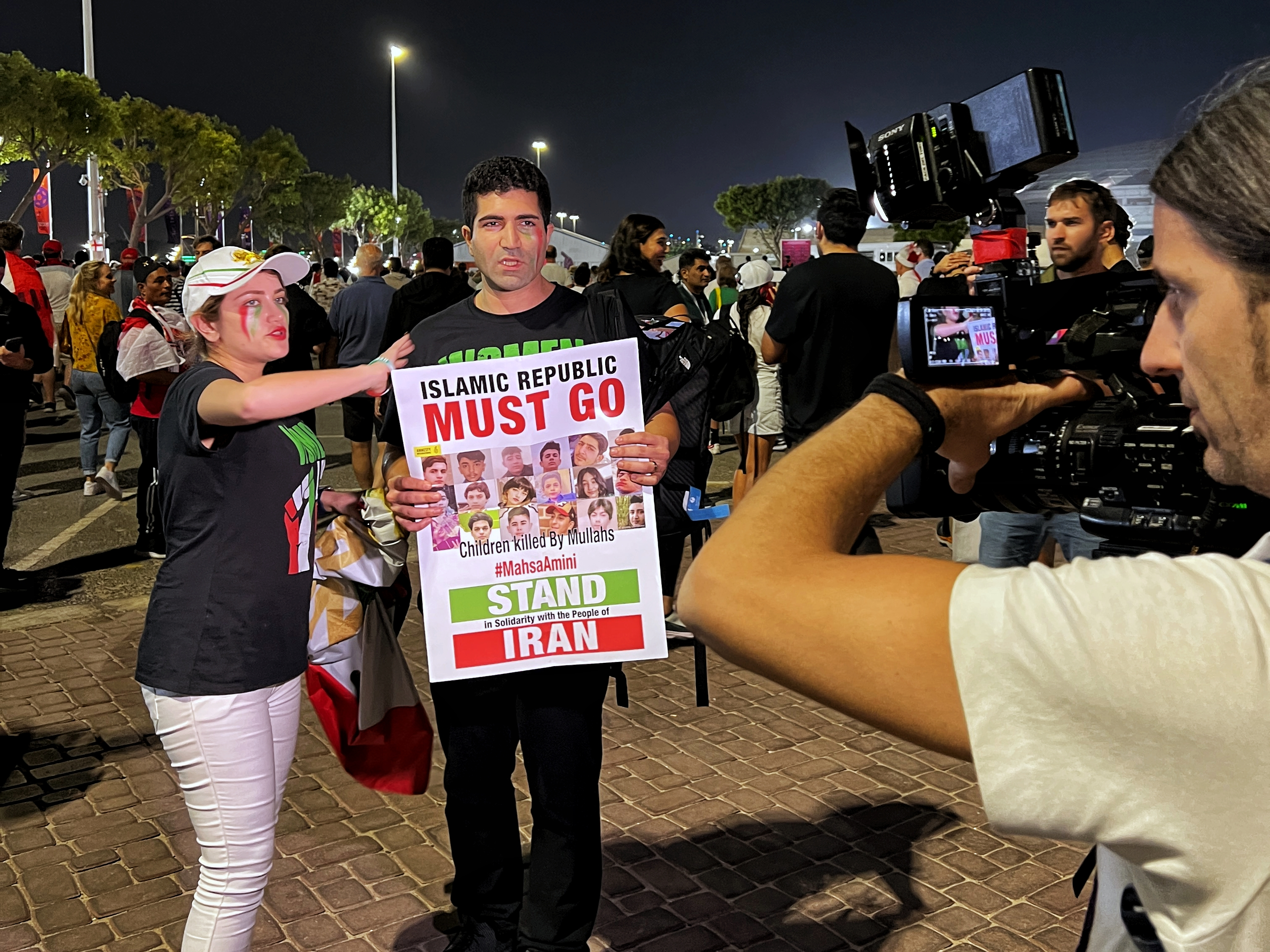
یک هوادار ایرانی با بنر اعتراضی در جام جهانی

در بازی بعدی مقابل ولز در میان هیاهوها و سوت‌های هواداران ایرانی در هنگام پخش سرود ملی، بازیکنان ایران در حال خواندن سرود ملی فیلمبرداری شدند و پرچم شیر و خورشید و بنرهای زن، زندگی، آزادی برخی از معترضان، توسط هواداران طرفدار دولت و حراست ورزشگاه احمد بن علی از آن‌ها گرفته‌شد. رویترز از چندین حادثه که هواداران ایرانی را در این بازی در بر می‌گرفت خبر داد. رویترز گزارش داد مردی پیراهنی پوشیده بود با کلمات «زن، زندگی، آزادی» که توسط سه افسر امنیتی به زمین اسکورت شد، اما نتوانست تأیید کند که چرا اسکورت امنیتی برای او صورت داده‌ شده‌است. یک عکس رویترز زنی را نشان می‌داد که صورتش با اشک‌های قرمز و تیره نقاشی شده‌بود و پیراهنی که روی آن «مهسا امینی - ۲۲» نوشته شده‌بود، در دست داشت. مردی در نزدیکی او پیراهنی داشت که شامل کلمات «زن، زندگی، آزادی» بود. یکی دیگر از هواداران ایرانی به رویترز گفت که از دوستانش به دلیل تلاش برای آوردن تی‌شرت‌هایی که روی آن نوشته شده‌بود «زن، زندگی، آزادی» از ورود به ورزشگاه ممانعت به عمل آمده‌بود، اما او توانسته‌بود یک تی‌شرت را به طریقی به ورزشگاه ببرد. حراست ورزشگاه تأیید کرد که به آن‌ها دستور مصادره هر چیزی جز پرچم جمهوری اسلامی ایران داده شده‌است. معترضان علیه رژیم لنزهای دوربین‌های امنیتی را با نوارهای بهداشتی پوشانده‌بودند. یکی از طرفداران ایرانی گفت پلیس قطر اصرار کرد که نشانه‌های روی بازوها و سینه‌اش را که به یاد کسانی که توسط نیروهای امنیتی ایران کشته شده‌بودند را پاک کند.
پیش از بازی نهایی مرحله گروهی ایران مقابل آمریکا، فدراسیون فوتبال آمریکا در پستی در شبکه‌های اجتماعی، نشان جمهوری اسلامی ایران را از روی پرچم ایران حذف کرد، که با واکنش رسانه‌های دولتی ایران و تقاضای آن‌ها مبنی بر اخراج تیم آمریکا از مسابقات همراه شد. قبل از حذف کردن پست، فدراسیون آمریکا تأیید کرد که این کار را برای نشان دادن حمایت از معترضان ایرانی انجام داده است. فیفا نیز در این مورد اظهار نظری نکرده‌است.
سرانجام در این مسابقه، بازیکنان ایران دوباره سرود ملی را خواندند و برای اولین بار در تاریخ خود با نتیجه یک بر صفر مقابل آمریکا شکست خوردند و از مسابقات حذف شدند. گزارش‌ها حاکی از آن است که در بندر انزلی، مهران سمک، راننده خودرویی که برای حذف ایران از مسابقات جشن میگرفت، به ضرب گلوله کشته شد. برخی از ایرانیان از حمایت از تیم ملی در جام جهانی امتناع کردند، زیرا آن را نماینده دولت می‌دانستند.

### شعارهای بیگانه‌هراسی
شعارهای بیگانه‌هراسی نیز در جریان بازی مرحله گروهی بین کرواسی و کانادا گزارش شد. در جریان این بازی هواداران کرواسی شعارهای ضد صرب بیگانه‌هراسی علیه میلان بوریان دروازه‌بان کانادایی، نژاد صربی که در کرواسی به دنیا آمده و در طول جنگ از کشور فرار کرده‌بود، سر دادند. طرفداران کرواسی همچنین بنری را به نمایش گذاشتند که اشاره‌ای به یک عملیات نظامی داشت که به جنگ استقلال کرواسی پایان داد. فیفا پس از آنکه فدراسیون کانادا شکایتی را مطرح کرد، اقدام انضباطی علیه کرواسی در مورد این حوادث باز کرد.

## تحریم‌ها

### توسط باشگاه‌ها و فدراسیون‌ها
باشگاه فوتبال ترومسو نروژ با انتشار بیانیه‌ای خواستار تحریم جام جهانی ۲۰۲۲، در رابطه با گزارش‌های مربوط به «برده‌داری امروزی» و «تعداد نگران‌کننده مرگ‌ها» از جمله نگرانی‌های دیگر در بیانیه خود شد. این باشگاه از فدراسیون فوتبال نروژ خواست از چنین تحریمی حمایت کند.
راینهارد گریندرل، رئیس فدراسیون فوتبال آلمان در واکنش به بحران دیپلماتیک قطر در ژوئن ۲۰۱۷ اظهار داشت که «فدراسیون‌های فوتبال جهان باید به این نتیجه برسند که تورنمنت‌های بزرگی در کشورهایی که نقض حقوق بشر دارند قابل انجام نیست و فدراسیون فوتبال آلمان با یوفا و کابینه آلمان صحبت خواهد کرد تا ارزیابی کند که آیا این تورنمنت در قطر در سال ۲۰۲۲ تحریم شود یا نه. در ۲۶ مارس ۲۰۲۱ فدراسیون فوتبال آلمان اعلام کرد که با تحریم این تورنمنت مخالف است اما بازیکنان آن برای بهبود حقوق بشر برای همه انسان‌ها کمپین خواهند کرد. در همان روز روبرتو مارتینز سرمربی بلژیک به سی‌ان‌ان گفت که تحریم این رویداد یک «اشتباه بزرگ» خواهد بود.
در ۲۰ ژوئن ۲۰۲۱ کنگره فدراسیون فوتبال نروژ علیه تحریم جام جهانی ۲۰۲۲ قطر تصمیم گرفت.
در ۲۰ اکتبر ۲۰۲۱ فدراسیون فوتبال آلمان مصاحبه‌ای را در وب‌گاه خود منتشر کرد که آلمان جام جهانی ۲۰۲۲ قطر را تحریم نخواهد کرد. به گفته پیتر پیترز معاون رئیس جمهور، «قطر در چند سال گذشته تحولات مثبت زیادی را دیده‌است و این نقش فوتبال برای حمایت از آن تحولات است.»
در ۲۷ مارس ۲۰۲۲ چهارمین گفتگوی استراتژیک سطح بالا بین دولت قطر و دفتر مبارزه با تروریسم سازمان ملل متحد صورت گرفت که قطر تا سه سال دیگر تمدید کرد. بر اساس گزارش اخیر سازمان ملل متحد، قطر همچنان دومین کمک کننده بزرگ این کمپین در میان ۳۵ اهداکننده دیگر باقی مانده‌است.
در نوامبر ۲۰۲۲ هواداران بروسیا دورتموند، بایرن مونیخ و هرتابرلین از بنرهایی پرده‌برداری کردند که خواستار تحریم جام جهانی قطر بودند.

### حمله روسیه به اوکراین ۲۰۲۲
پس از حمله روسیه به اوکراین در فوریه ۲۰۲۲، فیفا اعلام کرد که مسابقات در روسیه برگزار نخواهد شد، هر چند روسیه هنوز قادر خواهد بود در جام جهانی شرکت کند. لهستان، جمهوری چک، سوئد و انگلستان اذعان داشتند که از بازی در برابر روسیه خودداری خواهند کرد.
در ۲۷ فوریه ۲۰۲۲ فیفا تعدادی از تحریم‌ها را که بر مشارکت روسیه در فوتبال بین‌المللی تأثیر می گذاشت، اعلام کرد. روسیه از میزبانی مسابقات بین‌المللی منع شده‌بود و به تیم ملی دستور داده شده‌بود که تمام بازی‌های خانگی را پشت درهای بسته در کشورهای بی‌طرف انجام دهد. آن‌ها ممکن است با نام، پرچم یا سرود ملی روسیه رقابت نکنند: به‌طور مشابه با شرکت ورزشکاران روسی در رویدادهایی مانند المپیک، این تیم تحت نام مخفف فدراسیون ملی خود یعنی اتحادیه فوتبال روسیه به جای «روسیه» به رقابت خواهد پرداخت. روز بعد فیفا تصمیم گرفت روسیه را از رقابت‌های بین‌المللی «تا اطلاع بعدی» از جمله شرکت در جام جهانی فوتبال ۲۰۲۲ معلق کند. در ژوئیه ۲۰۲۲ دادگاه داوری ورزش استیناف روسیه را رد کرد و تصمیمات فیفا و یوفا را تأیید کرد.
برخی از ناظران در حالی که تحریم روسیه را تأیید می‌کردند، اشاره کرده‌اند که فیفا عربستان سعودی را به خاطر مداخله نظامی‌اش در یمن، یا قطر را به‌خاطر نقض حقوق بشر تحریم نکرد.

### پخش بازی‌ها
در اکتبر ۲۰۲۲ اعلام شد که پاریس در تحریم پخش مسابقات سال ۲۰۲۲ در میان نگرانی‌های مربوط به نقض حقوق کارگران مهاجر و تأثیر زیست محیطی این تورنمنت به دیگر شهرهای فرانسه پیوسته‌است.

## مراسم افتتاحیه و سرود جام جهانی
هفته‌ها پیش از آغاز مسابقات، خوانندگان دوآ لیپا و شکیرا اعلام کردند که به‌دلیل نقض حقوق بشر که توسط سیاست‌های داخلی قطر اجرا می‌شود، از اجرا در مراسم افتتاحیه و همکاری بر روی سرود قهرمانی خودداری کرده‌اند. راد استیوارت خواننده بریتانیایی گفت که پیشنهاد قابل توجهی برای اجرا در این کشور را رد کرده‌است: «آن‌ها به من پیشنهاد پول زیادی دادند، بیش از یک میلیون دلار، تا در آنجا (در قطر) اجرا کنم و من ردش کردم.»
پس از اعلام همکاری برای سرود جام جهانی "توکوه تاکا"، که توسط رپر متولد ترینیداد نیکی میناژ، خواننده کلمبیایی مالوما و خواننده لبنانی میریام فارس اجرا شده‌است، این سه هنرمند تحت تأثیر جنجال‌های زیادی برای انتخاب برای سرودن آهنگی در قطر قرار گرفته‌اند. خواننده مالوما به این اتهام پاسخ داد: «این چیزی است که من نمی‌توانم حل کنم؛ این چیزی نیست که من در واقع باید با آن درگیر باشم. من اینجا هستم که از موسیقی‌ام و زندگی زیبا لذت ببرم، همچنین فوتبال بازی کنم.»
مورگان فریمن بازیگر آمریکایی در رسانه‌های اجتماعی به‌دلیل شرکت در مراسم افتتاحیه مسابقات، با اشاره به عملکرد بازیگری نلسون ماندلا در فیلم شکست‌ناپذیر (۲۰۰۹) مورد انتقاد رسانه‌های اجتماعی قرار گرفت. .

## حوادث رسانه‌ای
پیش از این تورنمنت، چندین حادثه گزارش شده که مشاجره بین پخش‌کنندگان و مقامات امنیتی قطر رخ داده‌بود. راسموس تانت‌هولدت از تلویزیون ۲ دانمارک در جریان پخش زنده از کاتارا توسط گروهی از نگهبانان امنیتی برنامه‌اش قطع شد و او را تهدید کردند و اقدام به شکستن دوربین آن‌ها کردند. تانت‌هولدت به گروه پاسخ داد و گفت: «شما تمام دنیا را به اینجا دعوت کرده‌اید. چرا نمي‌توانيم فيلم بگیریم؟ این یک مکان عمومی است.» سازمان دهندگان از این حادثه عذرخواهی کردند و ادعا کردند که این یک اشتباه بوه‌است. تونی اودونوگوی روزنامه‌نگار رادیو و تلویزیون ایرلند پلیس قطر را متهم کرد که در جریان تلاش برای فیلمبرداری در این کشور در ۱۷ نوامبر او را متوقف کرده‌است.

### سانسور چینی‌ها
بنا به گزارش‌ها، پخش‌کننده دولتی و رسمی جام جهانی فوتبال در سرزمین اصلی چین، تصاویری از مخاطبان بدون ماسک و در مقیاس بزرگ را با کلوز آپ مربیان، مسئولان یا بازیکنان، یا نمای دور از ورزشگاه‌ها در پخش خود جایگزین کرده‌است، چرا که این صحنه‌ها با باورها و واقعیت‌های سیاست بدون کووید یا کووید صفر چین در تضاد است.

## در جریان بازی‌ها

### پرچم تسلیم کوزوو
اندکی پس از بازی گروه G بین تیم‌های برزیل و صربستان در ۲۴ نوامبر، پرچمی که کوزوو را بخشی از صربستان نشان می‌داد با عبارت «Нема предаје» (ترجمه: No surrender) در رختکن صربستان آویزان دیده شد. فدراسیون فوتبال کوزوو از فدراسیون فوتبال صربستان شکایت کرد و از فیفا خواست تا تحقیقات خود را آغاز کند. در ۲۶ نوامبر ۲۰۲۲، فیفا بر اساس ماده ۱۱ آیین‌نامه انضباطی و ماده ۴ آیین‌نامه جام جهانی ۲۰۲۲، علیه فدراسیون فوتبال صربستان اقداماتی را انجام داد، و فدراسیون فوتبال صربستان پس از آن در ۷ دسامبر توسط فیفا، ۲۰۰۰۰ فرانک سوئیس جریمه شد.

### صربستان مقابل سوئیس (مرحله گروهی)
در جریان بازی بین صربستان و سوئیس که در ۲ دسامبر ۲۰۲۲ برگزار شد، گرانیت ژاکا دو بار موفق شد کل تیم صربستان را تکان دهد: اولین بار در دقیقه ۶۵ ژاکا آلت خود را در جهت بازیکنان صربستانی گرفت و باعث شد کل نیمکت صربستان با عصبانیت به او پاسخ دهند و ردراگ راجکوویچ دروازه‌بان ذخیره صربستان با کارت زرد جریمه شود. بار دوم، درست در پایان بازی، ژاکا با نیکولا میلنکوویچ به‌خاطر شعارهای بیگانه‌هراسی‌اش در برابر صربستانی‌ها وارد دعوا شد و هر دو بازیکن جریمه شدند.

### کرواسی مقابل کانادا (مرحله گروهی)
در جریان مسابقه گروه F بین تیم‌های کرواسی و کانادا در ۲۷ نوامبر، شعارهای بیگانه‌هراسی گزارش شد. در طول مسابقه، هواداران کرواسی شعارهای بیگانه‌هراسانه ضد صرب را علیه دروازه‌بان کانادایی میلان بورجان، صرب نژادی که در کرواسی متولد شد و در طول جنگ استقلال کرواسی از کشور گریخت، سر دادند. آن‌ها همچنین یک بنر اصلاح شده جان دیر را نشان دادند که به عملیات طوفان اشاره می‌کرد.
فیفا پس از شکایت فدراسیون فوتبال کانادا، اقدام انضباطی علیه کرواسی را به‌خاطر این حوادث آغاز کرد. در ۷ دسامبر، فدراسیون فوتبال کرواسی به دلیل نقض ماده ۱۶ قانون انضباطی فیفا ۵۰۰۰۰ فرانک سوئیس جریمه شد.

### جیمی جامپ‌ها
در بازی گروه H بین پرتغال و اروگوئه در ۲۸ نوامبر، یک جیمی جامپ که پرچم رنگین‌کمان داشت و پیراهنی پوشیده‌بود که پشت آن عبارت «احترام به زن ایرانی» و در جلوی آن «نجات اوکراین» نوشته شده‌بود، باعث ایجاد وقفه در بازی شد.
شخص دیگری بازی گروه D بین تونس و فرانسه در ۳۰ نوامبر را با دویدن به داخل زمین و حمل پرچم فلسطین قطع کرد.

### هلند مقابل آرژانتین (مرحله حذفی)
داور اسپانیایی آنتونیو متئو لائوس، قضاوت دومین بازی از مرحله یک چهارم‌نهایی را که در ۹ دسامبر برگزار شد، بین هلند و آرژانتین بر عهده داشت. تصمیم‌گیری‌های متئو لائوس در طول این بازی توسط بسیاری از اهالی فوتبال و همچنین ناظران بی‌طرف زیر سوال رفت. گری لینکر مجری بی‌بی‌سی در جایی از بازی گفت: «۱۳ کارت زرد. این داور همیشه دوست داشت در مرکز توجه باشد.» سرانجام، متئو لائوس رکورد ۱۸ کارت زرد در جام جهانی، از جمله برای افرادی که روی نیمکت نشسته‌بودند و در نتیجه درگیر بازی نبودند را به ثبت رساند. پس از پایان بازی، متئو لائوس به دنزل دومفریس بازیکن هلند کارت قرمز داد؛ با این حال، هیچ گزارشگری به این موضوع اشاره نکرد و بینندگانی که پس از آن گزارش‌های مسابقه را بررسی می‌کردند، تعجب کردند.
پیش از این، در حالی که آرژانتین برتری ۲ گل خود را از دست داده و نتیجه بازی ۲–۱ شده‌بود، در جریان بازی، لئاندرو پاردس از آرژانتین روی حریف خود ناتان آکه خطا کرد و در پاسخ به سوت داور، توپ را به سمت نیمکت هلند شوت کرد. نیمکت‌نشینان و کادر هلند همگی با عصبانیت به داخل زمین ریختند و ویرجیل فن دایک کاپیتان هلند با حمله به پاردس او را نقش بر زمین کرد. با توجه به سردرگمی کلی در مورد مجموع کارت‌های زرد بازی و تناقض در هنگام مشاهده گزارش‌های مختلف، مشخص نیست لائوس در این درگیری چند بازیکن را جریمه کرده‌است.
پس از بازی مصاحبه لیونل مسی جنجالی شد. مسی در شروع مصاحبه‌اش خطاب به گلزن هلندی‌ها واوت وگهورست که از آنجا رد می‌شد، گفت: «به چی نگاه میکنی، احمق؟ راهتو بکش برو.» سپس از فیفا خواست تا در مورد متئو لائوس تجدید نظر کند. مسی همچنین از سرمربی هلند انتقاد کرد: «لوئیس فن خال می‌گوید آن‌ها فوتبال خوبی بازی می‌کنند. اما کاری که او انجام داد قرار دادن افراد قد بلند و سانتر کردن توپ‌های بلند بود.» و دوباره لائوس را سرزنش کرد که در نظر او باعث شده بازی بیشتر از آنچه باید می‌بوده ادامه داشته‌است: «داور ما را به وقت اضافه فرستاد.» تصمیم داور مبنی بر عدم نشان دادن کارت زرد به مسی به دلیل خطای هَند عمدی توپ نیز نظراتی را به همراه داشت. اگرچه مسی در نهایت در دقیقه ۱۰ اضافه از وقت پایانی نیمه دوم تسلیم کارت لائوس شد، اما اگر به خاطر خطای قبلی کارت می‌گرفت، در اینجا با کارت زرد دوم اخراج می‌شد. امیلیانو مارتینز، دروازه‌بان آرژانتین، لائوس را «دیوانه، و بدترین داور تورنمنت» توصیف کرد، «او گستاخ است. شما چیزی به او می‌گویید و او با شما بد صحبت می‌کند. فکر می‌کنم از زمانی که اسپانیا حذف شد (در مرحله یک هشتم‌نهایی در مقابل مراکش) او می‌خواست ما هم حذف شویم.»
بلافاصله پس از پیروزی در ضربات پنالتی، چند بازیکن آرژانتین بازیکنان بازنده هلند را تحریک کردند. به‌عنوان مثال، نیکولاس اوتامندی با تقلید از مسی دست‌هایش را پشت گوش‌هایش برد، لئاندرو پاردس و گونزالو مونتیل مستقیماً برای آن‌ها قیافه گرفتند و الکسیس مک آلیستر، خرمان پسلا و آنخل دی ماریا بر سر حریفان شکست خورده خود فریاد می‌زدند.

## گل‌های بحث‌ برانگیز

### ژاپن ۲–۱ اسپانیا: گل تاناکا در دقیقه ۵۱
در بازی گروه E بین ژاپن و اسپانیا، در ۱ دسامبر، آئو تاناکا، هافبک ژاپنی یک گل بحث برانگیز (گل دوم تیمش) به ثمر رساند، توپ پس از اینکه به‌نظر می‌رسید از زمین بازی خارج شده‌بود، در نهایت به گل تبدیل شد و پس از یک تاخیر طولانی در نهایت توسط کمک‌داور ویدئویی تایید شد. این تصمیم حیاتی منجر به صدر نشینی ناباورانه ژاپن در گروه E و حذف آلمان از مسابقات شد. بعداً تصویری منتشر شد که نشان می‌داد توپ با فاصله بسیار اندکی به‌طور کامل از خط عبور نکرده‌است. شبکه قطری بی‌ان اسپورت تصویری مجازی از نمای دید بالای توپ را به نمایش گذاشت. لوئیس انریکه سرمربی اسپانیا مدعی شد که این تصویر «دستکاری شده‌است». در ۳ دسامبر، فیفا سرانجام ویدئو و تصاویری را منتشر کرد تا توضیحی رسمی مبنی بر درست بودن تصمیم کمک داور ویدئویی ارائه شده‌باشد.

## پس از بازی‌ها

### اغتشاشات مراکشی‌ها
در پی پیروزی مراکش در برابر بلژیک در مرحله گروهی، طرفداران مراکشی در شهرهای بلژیک بروکسل، آنتورپ و لیج و شهرهای هلندی روتردام، آمستردام و لاهه شروع به آشوب کردند. دست کم دوازده نفر بازداشت شدند و دو افسر پليس مجروح شدند. پليس ضد شورش در حالی اقدام به درهم شکستن گروهی ۵۰۰ نفره از هواداران فوتبال در روتردام کرد که رسانه‌ها از ناآرامی در آمستردام و لاهه خبر دادند.

### حمله ساموئل اتوئو
پس از بازی گروه G بین کامرون و برزیل در ۲ دسامبر، ساموئل اتوئو به مردی در خارج از استادیوم ۹۷۴ حمله کرد. ویدئویی در شبکه‌های اجتماعی پخش شد که نشان می‌دهد بازیکن سابق تیم ملی کامرون و بارسلونا که اکنون رئیس فدراسیون فوتبال کامرون بود، به این مرد حمله می‌کند. اتوئو در بیانیه‌ای که اواخر همان هفته منتشر کرد، گفت که این یک «درگیری خشونت‌آمیز»، «یک حادثه ناگوار» و قربانی او «احتمالا» از طرفداران الجزایر بوده‌است.